# Élections cantonales de 1998 dans la Somme
Les élections cantonales ont eu lieu les 15 et 22 mars 1998.

## Contexte départemental

### Assemblée départementale sortante
Avant les élections, le conseil général de la Somme est présidé par Fernand Demilly (UDF-FD). Il comprend 46 conseillers généraux issus des 46 cantons de la Somme. 23 d'entre eux sont renouvelables lors de ces élections. 

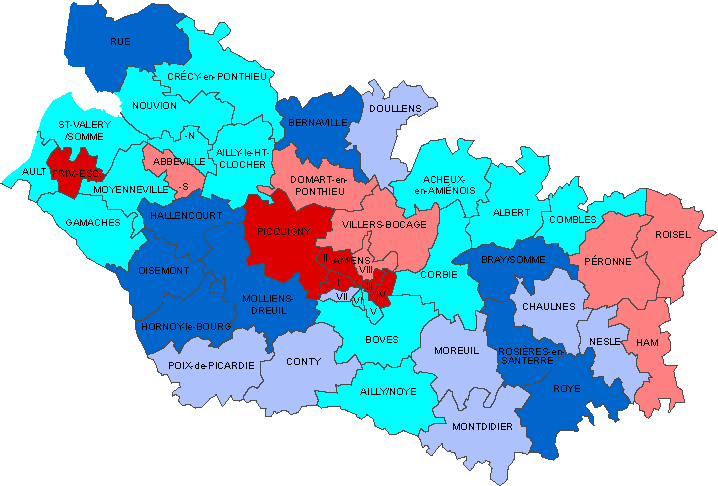
Conseil général avant les élections

| Parti                              | Parti                            | Sigle | Sigle    | Élus | Élus | Groupe                  |
| ---------------------------------- | -------------------------------- | ----- | -------- | ---- | ---- | ----------------------- |
| Majorité (33 sièges)               |                                  |       |          |      |      |                         |
| Union pour la démocratie française | Force démocrate                  |       | UDF-FD   | 12   | 15   | Majorité départementale |
| Union pour la démocratie française | Démocratie libérale              |       | UDF-DL   | 2    | 15   | Majorité départementale |
| Union pour la démocratie française | Parti radical                    |       | UDF-Rad. | 1    | 15   | Majorité départementale |
| Rassemblement pour la République   | Rassemblement pour la République |       | RPR      | 9    | 9    | Majorité départementale |
| Divers droite                      | Divers droite                    |       | DVD      | 9    | 9    | Majorité départementale |
| Opposition (13 sièges)             |                                  |       |          |      |      |                         |
| Parti socialiste                   | Parti socialiste                 |       | PS       | 7    | 7    | Socialiste              |
| Parti communiste français          | Parti communiste français        |       | PCF      | 6    | 6    | Communiste              |
| Président du conseil général       |                                  |       |          |      |      |                         |
| Fernand Demilly (UDF-FD)           |                                  |       |          |      |      |                         |

## Résultats à l'échelle du département
| Étiquette      | Étiquette                               | Premier tour | Premier tour | Second tour | Second tour | Sièges |
| Étiquette      | Étiquette                               | Voix         | %            | Voix        | %           | Sièges |
| -------------- | --------------------------------------- | ------------ | ------------ | ----------- | ----------- | ------ |
|                | Gauche plurielle (PS, PRG, DVG)         | 34 896       | 25,54        | 30 317      | 32,15       | 8      |
|                | Parti communiste français               | 19 869       | 13,85        | 15 875      | 16,83       | 4      |
|                | Les Verts                               | 6 927        | 5,07         |             |             |        |
|                | Divers gauche                           | 1 286        | 0,94         | 1 286       | 0,94        | 1      |
| Gauche         | Gauche                                  | 62 978       | 46,09        | 48 144      | 51,05       | 13     |
|                |                                         |              |              |             |             |        |
|                | Majorité départementale (RPR, UDF, DVD) | 47 635       | 34,86        | 34 870      | 36,98       | 9      |
|                | Divers droite                           | 5 525        | 4,04         | 8 297       | 8,80        | 1      |
|                | Union pour la démocratie française      | 3 073        | 2,25         | 1 834       | 1,94        | 0      |
|                | Rassemblement pour la République        | 2 038        | 1,49         | 517         | 0,55        | 0      |
| Droite         | Droite                                  | 58 271       | 42,65        | 45 518      | 48,27       | 10     |
|                |                                         |              |              |             |             |        |
|                | Front national                          | 15 153       | 11,09        | 638         | 0,68        | 0      |
|                | Extrême gauche                          | 236          | 3,45         |             |             |        |
|                |                                         |              |              |             |             |        |
| Inscrits       | Inscrits                                | 212 039      | 100,00       | 188 252     | 100,00      |        |
| Abstentions    | Abstentions                             | 68 568       | 32,34        | 88 358      | 46,94       |        |
| Votants        | Votants                                 | 143 471      | 67,66        | 99 894      | 53,06       |        |
| Blancs et nuls | Blancs et nuls                          | 6 833        | 4,76         | 5 594       | 5,60        |        |
| Exprimés       | Exprimés                                | 136 638      | 95,24        | 94 300      | 94,40       |        |

## Résultats par canton

### Canton d'Abbeville-Nord
| Candidats      | Candidats             | Étiquette      | Premier tour | Premier tour | Second tour | Second tour |
| Candidats      | Candidats             | Étiquette      | Voix         | %            | Voix        | %           |
| -------------- | --------------------- | -------------- | ------------ | ------------ | ----------- | ----------- |
|                | Jean-Jacques Leullier | UDF-FD         | 2 929        | 39,38        | 3 524       | 49,56       |
|                | Gilbert Mathon        | PS             | 2 649        | 35,61        | 3 587       | 50,44       |
|                | Jean-Claude Monfliers | PCF            | 794          | 10,67        |             |             |
|                | Bernard Blouin        | FN             | 680          | 9,14         |             |             |
|                | Laurent Peronnet      | Les Verts      | 386          | 5,19         |             |             |
|                |                       |                |              |              |             |             |
| Inscrits       | Inscrits              | Inscrits       | 12 322       | 100,00       | 12 317      | 100,00      |
| Abstentions    | Abstentions           | Abstentions    | 4 415        | 35,83        | 4 801       | 38,98       |
| Votants        | Votants               | Votants        | 7 907        | 64,17        | 7 516       | 61,02       |
| Blancs et nuls | Blancs et nuls        | Blancs et nuls | 469          | 5,93         | 405         | 5,39        |
| Exprimés       | Exprimés              | Exprimés       | 7 438        | 94,07        | 7 111       | 94,61       |

*sortant

### Canton d'Acheux-en-Amiénois
| Candidats      | Candidats        | Étiquette      | Premier tour | Premier tour | Second tour | Second tour |
| Candidats      | Candidats        | Étiquette      | Voix         | %            | Voix        | %           |
| -------------- | ---------------- | -------------- | ------------ | ------------ | ----------- | ----------- |
|                | Jackie Pillon*   | UDF-FD         | 1 438        | 41,84        | 1 649       | 48,19       |
|                | Jean-Paul Nigaut | DVG            | 1 111        | 32,32        | 1 773       | 51,81       |
|                | Georges Huc      | FN             | 367          | 10,68        |             |             |
|                | Régis Bormans    | DVG            | 302          | 8,79         |             |             |
|                | Eric Trezel      | Les Verts      | 134          | 3,90         |             |             |
|                | Edith Chavaudret | PCF            | 85           | 2,47         |             |             |
|                |                  |                |              |              |             |             |
| Inscrits       | Inscrits         | Inscrits       | 4 597        | 100,00       | 4 596       | 100,00      |
| Abstentions    | Abstentions      | Abstentions    | 994          | 21,62        | 1 038       | 22,58       |
| Votants        | Votants          | Votants        | 3 603        | 78,38        | 3 558       | 77,42       |
| Blancs et nuls | Blancs et nuls   | Blancs et nuls | 166          | 4,61         | 136         | 3,82        |
| Exprimés       | Exprimés         | Exprimés       | 3 437        | 95,39        | 3 422       | 96,18       |

*sortant

### Canton d'Ailly-le-Haut-Clocher
| Candidats      | Candidats           | Étiquette      | Premier tour | Premier tour |
| Candidats      | Candidats           | Étiquette      | Voix         | %            |
| -------------- | ------------------- | -------------- | ------------ | ------------ |
|                | Daniel Dubois       | UDF-FD         | 2 089        | 50,80        |
|                | Annie Roucoux       | PS             | 1 365        | 33,20        |
|                | Marie-Claire Bouvet | FN             | 314          | 7,64         |
|                | Gérard Louvet       | PCF            | 262          | 6,37         |
|                | Charles Brasseur    | CNI            | 82           | 1,99         |
|                |                     |                |              |              |
| Inscrits       | Inscrits            | Inscrits       | 5 458        | 100,00       |
| Abstentions    | Abstentions         | Abstentions    | 1 156        | 21,18        |
| Votants        | Votants             | Votants        | 4 302        | 78,82        |
| Blancs et nuls | Blancs et nuls      | Blancs et nuls | 190          | 4,42         |
| Exprimés       | Exprimés            | Exprimés       | 4 112        | 95,58        |

*sortant

### Canton d'Albert
| Candidats      | Candidats           | Étiquette      | Premier tour | Premier tour |
| Candidats      | Candidats           | Étiquette      | Voix         | %            |
| -------------- | ------------------- | -------------- | ------------ | ------------ |
|                | Fernand Demilly*    | UDF-FD         | 4 796        | 53,28        |
|                | Thierry Plé         | PS             | 1 665        | 18,50        |
|                | Jean-Pierre Dannel  | PCF            | 1 290        | 14,33        |
|                | Thomas Joly         | FN             | 745          | 8,28         |
|                | René Fernandez      | Les Verts      | 308          | 3,42         |
|                | Jean-Pierre Broisat | DVG            | 198          | 2,20         |
|                |                     |                |              |              |
| Inscrits       | Inscrits            | Inscrits       | 13 091       | 100,00       |
| Abstentions    | Abstentions         | Abstentions    | 3 681        | 28,12        |
| Votants        | Votants             | Votants        | 9 410        | 71,88        |
| Blancs et nuls | Blancs et nuls      | Blancs et nuls | 408          | 4,34         |
| Exprimés       | Exprimés            | Exprimés       | 9 002        | 95,66        |

*sortant

### Canton d'Amiens-Est
| Candidats      | Candidats          | Étiquette      | Premier tour | Premier tour | Second tour | Second tour |
| Candidats      | Candidats          | Étiquette      | Voix         | %            | Voix        | %           |
| -------------- | ------------------ | -------------- | ------------ | ------------ | ----------- | ----------- |
|                | Liliane Brunet*    | PCF            | 2 884        | 31,89        | 4 957       | 62,91       |
|                | Yves Cordier       | RPR            | 1 833        | 20,27        | 2 922       | 37,09       |
|                | Didier Cardon      | PS             | 1 493        | 16,51        |             |             |
|                | Lionel Payet       | FN             | 1 244        | 13,76        |             |             |
|                | Jean-Marc Naillon  | Les Verts      | 726          | 8,03         |             |             |
|                | François Rovillain | CNI            | 627          | 6,93         |             |             |
|                | Philippe Lalouette | EXG            | 236          | 2,61         |             |             |
|                |                    |                |              |              |             |             |
| Inscrits       | Inscrits           | Inscrits       | 15 447       | 100,00       | 15 445      | 100,00      |
| Abstentions    | Abstentions        | Abstentions    | 6 020        | 38,97        | 7 040       | 45,58       |
| Votants        | Votants            | Votants        | 9 427        | 61,03        | 8 405       | 54,42       |
| Blancs et nuls | Blancs et nuls     | Blancs et nuls | 384          | 4,07         | 526         | 6,26        |
| Exprimés       | Exprimés           | Exprimés       | 9 043        | 95,93        | 7 879       | 93,74       |

*sortant

### Canton d'Amiens-Sud-Est
| Candidats      | Candidats                   | Étiquette      | Premier tour | Premier tour | Second tour | Second tour |
| Candidats      | Candidats                   | Étiquette      | Voix         | %            | Voix        | %           |
| -------------- | --------------------------- | -------------- | ------------ | ------------ | ----------- | ----------- |
|                | Jean-Claude Broutin*        | UDF-FD         | 3 271        | 39,08        | 3 700       | 50,66       |
|                | Daniel Leroy                | PS             | 1 885        | 22,52        | 3 604       | 49,34       |
|                | Thierry Bonté               | Les Verts      | 1 137        | 13,58        |             |             |
|                | Jacqueline Bricour-Brasseur | FN             | 1 087        | 12,99        |             |             |
|                | Danielle Sinoquet           | PCF            | 889          | 10,62        |             |             |
|                | Jacques Vallas              | CNI            | 101          | 1,21         |             |             |
|                |                             |                |              |              |             |             |
| Inscrits       | Inscrits                    | Inscrits       | 15 162       | 100,00       | 15 157      | 100,00      |
| Abstentions    | Abstentions                 | Abstentions    | 6 521        | 43,01        | 7 498       | 49,47       |
| Votants        | Votants                     | Votants        | 8 641        | 56,99        | 7 659       | 50,53       |
| Blancs et nuls | Blancs et nuls              | Blancs et nuls | 271          | 3,14         | 355         | 4,64        |
| Exprimés       | Exprimés                    | Exprimés       | 8 370        | 96,86        | 7 304       | 95,36       |

*sortant

### Canton d'Amiens-Sud
| Candidats      | Candidats           | Étiquette      | Premier tour | Premier tour |
| Candidats      | Candidats           | Étiquette      | Voix         | %            |
| -------------- | ------------------- | -------------- | ------------ | ------------ |
|                | Hubert Henno*       | UDF-DL         | 3 068        | 51,42        |
|                | Isabelle Sin-Chan   | PS             | 1 360        | 22,79        |
|                | Roger Magot         | FN             | 591          | 9,90         |
|                | Christophe Porquier | Les Verts      | 504          | 8,45         |
|                | Guy Rocques         | PCF            | 294          | 4,93         |
|                | Olivier Bondois     | CNI            | 150          | 2,51         |
|                |                     |                |              |              |
| Inscrits       | Inscrits            | Inscrits       | 10 204       | 100,00       |
| Abstentions    | Abstentions         | Abstentions    | 4 035        | 39,54        |
| Votants        | Votants             | Votants        | 6 169        | 60,46        |
| Blancs et nuls | Blancs et nuls      | Blancs et nuls | 202          | 3,27         |
| Exprimés       | Exprimés            | Exprimés       | 5 967        | 96,73        |

*sortant

### Canton d'Amiens-Sud-Ouest
| Candidats      | Candidats        | Étiquette      | Premier tour | Premier tour | Second tour | Second tour |
| Candidats      | Candidats        | Étiquette      | Voix         | %            | Voix        | %           |
| -------------- | ---------------- | -------------- | ------------ | ------------ | ----------- | ----------- |
|                | Marc Thuilot     | RPR            | 1 776        | 28,74        | 2 556       | 49,89       |
|                | Éliane Gillet    | PS             | 1 522        | 24,63        | 2 567       | 50,11       |
|                | Raynald Brasseur | FN             | 1 049        | 16,97        |             |             |
|                | Jean-Paul Plez   | CNI            | 666          | 10,78        |             |             |
|                | Jacques Lessard  | PCF            | 646          | 10,45        |             |             |
|                | Thérèse Couraud  | Les Verts      | 521          | 8,43         |             |             |
|                |                  |                |              |              |             |             |
| Inscrits       | Inscrits         | Inscrits       | 11 793       | 100,00       | 11 788      | 100,00      |
| Abstentions    | Abstentions      | Abstentions    | 5 386        | 45,67        | 6 338       | 53,77       |
| Votants        | Votants          | Votants        | 6 407        | 54,33        | 5 450       | 46,23       |
| Blancs et nuls | Blancs et nuls   | Blancs et nuls | 227          | 3,54         | 327         | 6,00        |
| Exprimés       | Exprimés         | Exprimés       | 6 180        | 96,46        | 5 123       | 94,00       |

### Canton d'Ault
| Candidats      | Candidats                | Étiquette      | Premier tour | Premier tour | Second tour | Second tour |
| Candidats      | Candidats                | Étiquette      | Voix         | %            | Voix        | %           |
| -------------- | ------------------------ | -------------- | ------------ | ------------ | ----------- | ----------- |
|                | Guy Champion             | PCF            | 2 114        | 36,57        | 3 080       | 54,57       |
|                | Antoine de Wazières*     | UDF-Rad.       | 1 855        | 32,09        | 2 564       | 45,43       |
|                | Jean-Claude Davergne     | PS             | 1 033        | 17,87        | Retrait     | Retrait     |
|                | Jacqueline Gée-Etancelin | FN             | 542          | 9,38         |             |             |
|                | Eric Darras              | Les Verts      | 237          | 4,10         |             |             |
|                |                          |                |              |              |             |             |
| Inscrits       | Inscrits                 | Inscrits       | 8 579        | 100,00       | 8 579       | 100,00      |
| Abstentions    | Abstentions              | Abstentions    | 2 418        | 28,19        | 2 601       | 30,32       |
| Votants        | Votants                  | Votants        | 6 161        | 71,81        | 5 978       | 69,68       |
| Blancs et nuls | Blancs et nuls           | Blancs et nuls | 380          | 6,17         | 334         | 5,59        |
| Exprimés       | Exprimés                 | Exprimés       | 5 781        | 93,83        | 5 644       | 94,41       |

*sortant

### Canton de Combles
| Candidats      | Candidats               | Étiquette      | Premier tour | Premier tour | Second tour | Second tour |
| Candidats      | Candidats               | Étiquette      | Voix         | %            | Voix        | %           |
| -------------- | ----------------------- | -------------- | ------------ | ------------ | ----------- | ----------- |
|                | Dominique Camus         | DVD            | 558          | 25,32        | 895         | 43,38       |
|                | Dominique Guillemont    | RPR            | 459          | 20,83        | 517         | 25,06       |
|                | René Demay              | UDF-FD         | 332          | 15,06        | 651         | 31,56       |
|                | Georges Haudiquet       | UDF-DL         | 301          | 13,66        |             |             |
|                | Pierre Debray           | PS             | 275          | 12,48        |             |             |
|                | Marguerite Borgey-Dauby | FN             | 163          | 7,40         |             |             |
|                | Dominique Monchy        | PCF            | 116          | 5,26         |             |             |
|                |                         |                |              |              |             |             |
| Inscrits       | Inscrits                | Inscrits       | 2 964        | 100,00       | 2 959       | 100,00      |
| Abstentions    | Abstentions             | Abstentions    | 675          | 22,77        | 763         | 25,79       |
| Votants        | Votants                 | Votants        | 2 289        | 77,23        | 2 196       | 74,21       |
| Blancs et nuls | Blancs et nuls          | Blancs et nuls | 85           | 3,71         | 133         | 6,06        |
| Exprimés       | Exprimés                | Exprimés       | 2 204        | 96,29        | 2 063       | 93,94       |

### Canton de Conty
| Candidats      | Candidats             | Étiquette      | Premier tour | Premier tour | Second tour | Second tour |
| Candidats      | Candidats             | Étiquette      | Voix         | %            | Voix        | %           |
| -------------- | --------------------- | -------------- | ------------ | ------------ | ----------- | ----------- |
|                | Jacques Dacheux*      | DVD            | 1 259        | 28,55        | 1 927       | 49,68       |
|                | Guy Lacherez          | DVG            | 994          | 22,54        | 1 952       | 50,32       |
|                | Gérard Delavenne      | UDF            | 616          | 13,97        |             |             |
|                | Pascal Payet          | FN             | 553          | 12,54        |             |             |
|                | Philippe Rigaut       | PS             | 502          | 11,38        |             |             |
|                | Jean-Loup Blin        | Les Verts      | 247          | 5,60         |             |             |
|                | Jean-Jacques Poidevin | PCF            | 239          | 5,42         |             |             |
|                |                       |                |              |              |             |             |
| Inscrits       | Inscrits              | Inscrits       | 6 618        | 100,00       | 6 616       | 100,00      |
| Abstentions    | Abstentions           | Abstentions    | 1 980        | 29,92        | 2 330       | 35,22       |
| Votants        | Votants               | Votants        | 4 638        | 70,08        | 4 286       | 64,78       |
| Blancs et nuls | Blancs et nuls        | Blancs et nuls | 228          | 4,92         | 407         | 9,50        |
| Exprimés       | Exprimés              | Exprimés       | 4 410        | 95,08        | 3 879       | 90,50       |

*sortant

### Canton de Corbie
| Candidats      | Candidats            | Étiquette      | Premier tour | Premier tour | Second tour | Second tour |
| Candidats      | Candidats            | Étiquette      | Voix         | %            | Voix        | %           |
| -------------- | -------------------- | -------------- | ------------ | ------------ | ----------- | ----------- |
|                | Alain Gest*          | UDF-DL         | 4 741        | 48,34        | 5 068       | 57,98       |
|                | Gérard Holleville    | PRG            | 2 153        | 21,95        | 3 673       | 42,02       |
|                | Jean-Michel Leboisne | PCF            | 1 295        | 13,20        |             |             |
|                | Jean-Paul Montigny   | FN             | 997          | 10,17        |             |             |
|                | Stéphane Miannay     | Les Verts      | 622          | 6,34         |             |             |
|                |                      |                |              |              |             |             |
| Inscrits       | Inscrits             | Inscrits       | 14 519       | 100,00       | 14 518      | 100,00      |
| Abstentions    | Abstentions          | Abstentions    | 4 252        | 29,29        | 5 079       | 34,98       |
| Votants        | Votants              | Votants        | 10 267       | 70,71        | 9 439       | 65,02       |
| Blancs et nuls | Blancs et nuls       | Blancs et nuls | 459          | 4,47         | 698         | 7,39        |
| Exprimés       | Exprimés             | Exprimés       | 9 808        | 95,53        | 8 741       | 92,61       |

*sortant

### Canton de Doullens
| Candidats      | Candidats            | Étiquette      | Premier tour | Premier tour |
| Candidats      | Candidats            | Étiquette      | Voix         | %            |
| -------------- | -------------------- | -------------- | ------------ | ------------ |
|                | Christian Vlaeminck* | DVD            | 3 920        | 61,42        |
|                | Philippe Ethuin      | PS             | 973          | 15,25        |
|                | Pierre-Emmanuel Plez | FN             | 546          | 8,56         |
|                | Jacques Rabouille    | PCF            | 477          | 7,47         |
|                | Michel Thomas        | DVD            | 246          | 3,85         |
|                | Georges Degouy       | Les Verts      | 220          | 3,45         |
|                |                      |                |              |              |
| Inscrits       | Inscrits             | Inscrits       | 9 799        | 100,00       |
| Abstentions    | Abstentions          | Abstentions    | 3 119        | 31,83        |
| Votants        | Votants              | Votants        | 6 680        | 68,17        |
| Blancs et nuls | Blancs et nuls       | Blancs et nuls | 298          | 4,46         |
| Exprimés       | Exprimés             | Exprimés       | 6 382        | 95,54        |

*sortant

### Canton de Friville-Escarbotin
| Candidats      | Candidats              | Étiquette      | Premier tour | Premier tour | Second tour | Second tour |
| Candidats      | Candidats              | Étiquette      | Voix         | %            | Voix        | %           |
| -------------- | ---------------------- | -------------- | ------------ | ------------ | ----------- | ----------- |
|                | Guy Roussel*           | PCF            | 3 149        | 48,09        | 4 414       | 70,95       |
|                | Patrick Delaittre      | RPR            | 1 420        | 21,69        | 1 807       | 29,05       |
|                | Annie-Claude Leuliette | PS             | 1 308        | 19,98        | Retrait     | Retrait     |
|                | David Martin           | FN             | 488          | 7,45         |             |             |
|                | Michel Waroude         | Les Verts      | 183          | 2,79         |             |             |
|                |                        |                |              |              |             |             |
| Inscrits       | Inscrits               | Inscrits       | 9 412        | 100,00       | 9 411       | 100,00      |
| Abstentions    | Abstentions            | Abstentions    | 2 397        | 25,47        | 2 765       | 29,38       |
| Votants        | Votants                | Votants        | 7 015        | 74,53        | 6 646       | 70,62       |
| Blancs et nuls | Blancs et nuls         | Blancs et nuls | 467          | 6,66         | 425         | 6,39        |
| Exprimés       | Exprimés               | Exprimés       | 6 548        | 93,34        | 6 221       | 93,61       |

*sortant

### Canton de Gamaches
| Candidats      | Candidats            | Étiquette      | Premier tour | Premier tour | Second tour | Second tour |
| Candidats      | Candidats            | Étiquette      | Voix         | %            | Voix        | %           |
| -------------- | -------------------- | -------------- | ------------ | ------------ | ----------- | ----------- |
|                | Michel Bonduelle*    | DVD            | 2 454        | 36,91        | 3 285       | 48,96       |
|                | Jacques Pécquery     | PCF            | 2 192        | 32,97        | 3 424       | 51,04       |
|                | Claude Bardoux       | PS             | 1 280        | 19,25        | Retrait     | Retrait     |
|                | Tanguy du Mesnil     | FN             | 516          | 7,76         |             |             |
|                | Stéphane Darmaillacq | Les Verts      | 207          | 3,11         |             |             |
|                |                      |                |              |              |             |             |
| Inscrits       | Inscrits             | Inscrits       | 9 476        | 100,00       | 9 474       | 100,00      |
| Abstentions    | Abstentions          | Abstentions    | 2 397        | 25,30        | 2 411       | 25,45       |
| Votants        | Votants              | Votants        | 7 079        | 74,70        | 7 063       | 74,55       |
| Blancs et nuls | Blancs et nuls       | Blancs et nuls | 430          | 6,07         | 354         | 5,01        |
| Exprimés       | Exprimés             | Exprimés       | 6 649        | 93,93        | 6 709       | 94,99       |

*sortant

### Canton de Molliens-Dreuil
| Candidats      | Candidats          | Étiquette      | Premier tour | Premier tour | Second tour | Second tour |
| Candidats      | Candidats          | Étiquette      | Voix         | %            | Voix        | %           |
| -------------- | ------------------ | -------------- | ------------ | ------------ | ----------- | ----------- |
|                | Jean Dhalluin*     | RPR            | 2 048        | 42,94        | 2 177       | 46,37       |
|                | Philippe Desérable | PS             | 1 353        | 28,36        | 1 880       | 40,04       |
|                | Serge Rabeuf       | FN             | 762          | 15,97        | 638         | 13,59       |
|                | Gilles Mairesse    | Les Verts      | 321          | 6,73         |             |             |
|                | Yvan Lefebvre      | PCF            | 286          | 6,00         |             |             |
|                |                    |                |              |              |             |             |
| Inscrits       | Inscrits           | Inscrits       | 7 508        | 100,00       | 7 495       | 100,00      |
| Abstentions    | Abstentions        | Abstentions    | 2 415        | 32,17        | 2 632       | 35,12       |
| Votants        | Votants            | Votants        | 5 093        | 67,83        | 4 863       | 64,88       |
| Blancs et nuls | Blancs et nuls     | Blancs et nuls | 323          | 6,34         | 168         | 3,45        |
| Exprimés       | Exprimés           | Exprimés       | 4 770        | 93,66        | 4 695       | 96,55       |

*sortant

### Canton de Montdidier
| Candidats      | Candidats           | Étiquette      | Premier tour | Premier tour | Second tour | Second tour |
| Candidats      | Candidats           | Étiquette      | Voix         | %            | Voix        | %           |
| -------------- | ------------------- | -------------- | ------------ | ------------ | ----------- | ----------- |
|                | Alain Simeoni       | UDF            | 1 324        | 23,78        | 1 834       | 34,08       |
|                | Jean-Pierre Gérard  | DVD            | 1 198        | 21,52        | 1 539       | 28,60       |
|                | Catherine Le Tyrant | PS             | 1 100        | 19,76        | 2 008       | 37,32       |
|                | Fabrice Lengelé     | FN             | 702          | 12,61        |             |             |
|                | Claude Boileau      | RPR            | 535          | 9,61         |             |             |
|                | Jean-Paul Macret    | PCF            | 392          | 7,04         |             |             |
|                | Christian Wyttynck  | Les Verts      | 316          | 5,68         |             |             |
|                |                     |                |              |              |             |             |
| Inscrits       | Inscrits            | Inscrits       | 8 597        | 100,00       | 8 595       | 100,00      |
| Abstentions    | Abstentions         | Abstentions    | 2 770        | 32,22        | 2 962       | 34,46       |
| Votants        | Votants             | Votants        | 5 827        | 67,78        | 5 633       | 65,54       |
| Blancs et nuls | Blancs et nuls      | Blancs et nuls | 260          | 4,46         | 252         | 4,47        |
| Exprimés       | Exprimés            | Exprimés       | 5 567        | 95,54        | 5 381       | 95,53       |

### Canton de Moyenneville
| Candidats      | Candidats              | Étiquette      | Premier tour | Premier tour | Second tour | Second tour |
| Candidats      | Candidats              | Étiquette      | Voix         | %            | Voix        | %           |
| -------------- | ---------------------- | -------------- | ------------ | ------------ | ----------- | ----------- |
|                | Philippe Arcillon      | PS             | 1 682        | 34,90        | 2 656       | 56,69       |
|                | Stéphane Decayeux      | RPR            | 1 044        | 21,66        | 2 029       | 43,31       |
|                | Jean-Bernard Snauwaert | UDF-FD         | 832          | 17,26        | Retrait     | Retrait     |
|                | Jacques Merlier        | PCF            | 644          | 13,36        |             |             |
|                | Claude Dauby           | FN             | 413          | 8,57         |             |             |
|                | Jacques Marchand       | Les Verts      | 205          | 4,25         |             |             |
|                |                        |                |              |              |             |             |
| Inscrits       | Inscrits               | Inscrits       | 7 002        | 100,00       | 7 000       | 100,00      |
| Abstentions    | Abstentions            | Abstentions    | 1 825        | 26,06        | 1 952       | 27,89       |
| Votants        | Votants                | Votants        | 5 177        | 73,94        | 5 048       | 72,11       |
| Blancs et nuls | Blancs et nuls         | Blancs et nuls | 357          | 6,90         | 363         | 7,19        |
| Exprimés       | Exprimés               | Exprimés       | 4 820        | 93,10        | 4 685       | 92,81       |

### Canton de Nesle
| Candidats      | Candidats         | Étiquette      | Premier tour | Premier tour | Second tour | Second tour |
| Candidats      | Candidats         | Étiquette      | Voix         | %            | Voix        | %           |
| -------------- | ----------------- | -------------- | ------------ | ------------ | ----------- | ----------- |
|                | Jacques Gronnier* | DVD            | 1 767        | 46,61        | 1 828       | 51,38       |
|                | Valérie Kumm      | PS             | 1 023        | 26,98        | 1 730       | 48,62       |
|                | Patrick Faux      | FN             | 487          | 12,85        |             |             |
|                | Jean-Rémy Macaux  | PCF            | 378          | 9,97         |             |             |
|                | Mustapha Guelfat  | Les Verts      | 136          | 3,59         |             |             |
|                |                   |                |              |              |             |             |
| Inscrits       | Inscrits          | Inscrits       | 5 875        | 100,00       | 5 873       | 100,00      |
| Abstentions    | Abstentions       | Abstentions    | 1 901        | 32,36        | 2 177       | 37,07       |
| Votants        | Votants           | Votants        | 3 974        | 67,64        | 3 696       | 62,93       |
| Blancs et nuls | Blancs et nuls    | Blancs et nuls | 183          | 4,60         | 138         | 3,73        |
| Exprimés       | Exprimés          | Exprimés       | 3 791        | 95,70        | 3 558       | 96,27       |

*sortant

### Canton de Roisel
| Candidats      | Candidats         | Étiquette      | Premier tour | Premier tour |
| Candidats      | Candidats         | Étiquette      | Voix         | %            |
| -------------- | ----------------- | -------------- | ------------ | ------------ |
|                | Michel Boulogne*  | PS             | 2 039        | 50,38        |
|                | Henri Fillion     | DVD            | 944          | 23,33        |
|                | Philippe Jung     | FN             | 468          | 11,56        |
|                | Pierre Decarnelle | PCF            | 412          | 10,18        |
|                | Gilbert Quinquis  | DVG            | 94           | 2,32         |
|                | Alain Trocme      | Les Verts      | 90           | 2,22         |
|                |                   |                |              |              |
| Inscrits       | Inscrits          | Inscrits       | 5 817        | 100,00       |
| Abstentions    | Abstentions       | Abstentions    | 1 620        | 27,85        |
| Votants        | Votants           | Votants        | 4 197        | 72,15        |
| Blancs et nuls | Blancs et nuls    | Blancs et nuls | 150          | 3,57         |
| Exprimés       | Exprimés          | Exprimés       | 4 047        | 96,43        |

*sortant

### Canton de Roye
| Candidats      | Candidats        | Étiquette      | Premier tour | Premier tour | Second tour | Second tour |
| Candidats      | Candidats        | Étiquette      | Voix         | %            | Voix        | %           |
| -------------- | ---------------- | -------------- | ------------ | ------------ | ----------- | ----------- |
|                | Jacques Fleury   | PS             | 2 700        | 44,15        | 3 283       | 54,95       |
|                | Georges Loisier* | RPR            | 2 222        | 36,33        | 2 692       | 45,05       |
|                | Monique Mervin   | FN             | 680          | 11,12        |             |             |
|                | Patrice Caron    | PCF            | 355          | 5,80         |             |             |
|                | Pierre Couraud   | Les Verts      | 159          | 2,60         |             |             |
|                |                  |                |              |              |             |             |
| Inscrits       | Inscrits         | Inscrits       | 9 109        | 100,00       | 9 108       | 100,00      |
| Abstentions    | Abstentions      | Abstentions    | 2 750        | 30,19        | 2 887       | 31,70       |
| Votants        | Votants          | Votants        | 6 359        | 69,81        | 6 221       | 68,30       |
| Blancs et nuls | Blancs et nuls   | Blancs et nuls | 243          | 3,82         | 246         | 3,95        |
| Exprimés       | Exprimés         | Exprimés       | 6 116        | 96,18        | 5 975       | 96,05       |

*sortant

### Canton de Rue
| Candidats      | Candidats          | Étiquette      | Premier tour | Premier tour |
| Candidats      | Candidats          | Étiquette      | Voix         | %            |
| -------------- | ------------------ | -------------- | ------------ | ------------ |
|                | Pierre Bamière*    | RPR            | 3 188        | 55,69        |
|                | Pierre Plé         | PS             | 1 144        | 19,98        |
|                | Henry des Minières | FN             | 935          | 16,33        |
|                | Hervé Prin         | PCF            | 458          | 8,00         |
|                |                    |                |              |              |
| Inscrits       | Inscrits           | Inscrits       | 9 368        | 100,00       |
| Abstentions    | Abstentions        | Abstentions    | 3 227        | 34,45        |
| Votants        | Votants            | Votants        | 6 141        | 65,55        |
| Blancs et nuls | Blancs et nuls     | Blancs et nuls | 416          | 6,77         |
| Exprimés       | Exprimés           | Exprimés       | 5 725        | 93,23        |

*sortant

### Canton de Villers-Bocage
| Candidats      | Candidats          | Étiquette      | Premier tour | Premier tour | Second tour | Second tour |
| Candidats      | Candidats          | Étiquette      | Voix         | %            | Voix        | %           |
| -------------- | ------------------ | -------------- | ------------ | ------------ | ----------- | ----------- |
|                | Christian Manable* | PS             | 2 979        | 46,04        | 3 556       | 60,17       |
|                | Claude Deflesselle | UDF-FD         | 1 630        | 25,19        | 2 354       | 39,83       |
|                | Yves Dupille       | FN             | 824          | 12,73        |             |             |
|                | François Grenier   | CNIP           | 552          | 8,53         |             |             |
|                | Jean Damay         | Les Verts      | 268          | 4,14         |             |             |
|                | Gildas Quiquempois | PCF            | 218          | 3,37         |             |             |
|                |                    |                |              |              |             |             |
| Inscrits       | Inscrits           | Inscrits       | 9 322        | 100,00       | 9 321       | 100,00      |
| Abstentions    | Abstentions        | Abstentions    | 2 614        | 28,04        | 3 084       | 33,09       |
| Votants        | Votants            | Votants        | 6 708        | 71,96        | 5 237       | 66,91       |
| Blancs et nuls | Blancs et nuls     | Blancs et nuls | 237          | 3,53         | 327         | 5,24        |
| Exprimés       | Exprimés           | Exprimés       | 6 471        | 96,47        | 5 910       | 94,76       |

*sortant

## Conseil général élu

### Liste des élus
| Canton                | Conseiller sortant    | Étiquette | Candidat élu          | Étiquette |
| --------------------- | --------------------- | --------- | --------------------- | --------- |
| Abbeville-Nord        | André Leduc *         | UDF-FD    | Gilbert Mathon        | PS        |
| Acheux-en-Amiénois    | Jackie Pillon         | UDF-FD    | Jean-Paul Nigaut      | DVG       |
| Ailly-le-Haut-Clocher | Alain-Louis Jacques * | UDF-FD    | Daniel Dubois         | UDF-FD    |
| Albert                | Fernand Demilly       | UDF-FD    | Fernand Demilly       | UDF-FD    |
| Amiens-Est            | Liliane Brunet        | PCF       | Liliane Brunet        | PCF       |
| Amiens-Sud-Est        | Jean-Claude Broutin   | UDF-FD    | Jean-Claude Broutin   | UDF-FD    |
| Amiens-Sud            | Hubert Henno          | UDF-DL    | Hubert Henno          | UDF-DL    |
| Amiens-Sud-Ouest      | Gérard Moularde *     | DVD       | Éliane Gillet-Miannay | PS        |
| Ault                  | Antoine de Wazières   | UDF-Rad.  | Guy Champion          | PCF       |
| Combles               | Albert Flinois        | UDF-FD    | Dominique Camus       | UDF-FD    |
| Conty                 | Jacques Dacheux       | DVD       | Guy Lacherez          | DVG       |
| Corbie                | Alain Gest            | UDF-DL    | Alain Gest            | UDF-DL    |
| Doullens              | Christian Vlaeminck   | DVD       | Christian Vlaeminck   | DVD       |
| Friville-Escarbotin   | Guy Roussel           | PCF       | Guy Roussel           | PCF       |
| Gamaches              | Michel Bonduelle      | DVD       | Jacques Pécquery      | PCF       |
| Molliens-Dreuil       | Jean Dhalluin         | RPR       | Jean Dhalluin         | RPR       |
| Montdidier            | Gérard Flamand        | DVD       | Catherine Le Tyrant   | PS        |
| Moyenneville          | Roger Castel *        | UDF-FD    | Philippe Arcillon     | PS        |
| Nesle                 | Jacques Gronnier      | DVD       | Jacques Gronnier      | DVD       |
| Roisel                | Michel Boulogne       | PS        | Michel Boulogne       | PS        |
| Roye                  | Georges Loisier       | RPR       | Jacques Fleury        | PS        |
| Rue                   | Pierre Bamière        | RPR       | Pierre Bamière        | RPR       |
| Villers-Bocage        | Christian Manable     | PS        | Christian Manable     | PS        |

*Conseillers généraux sortants ne se représentant pas

### Élus
| Partis       | Partis                             | Conseillers sortants | Conseillers élus | Évolution |
| ------------ | ---------------------------------- | -------------------- | ---------------- | --------- |
|              | Parti socialiste                   | 2                    | 7                | 5         |
|              | Parti communiste français          | 2                    | 4                | 2         |
|              | Divers gauche                      | 0                    | 2                | 2         |
| Total Gauche | Total Gauche                       | 4                    | 13               | 9         |
|              | Union pour la démocratie française | 10                   | 6                | 4         |
|              | Divers droite                      | 6                    | 2                | 4         |
|              | Rassemblement pour la République   | 3                    | 2                | 1         |
| Total Droite | Total Droite                       | 19                   | 10               | 9         |

### Groupes politiques

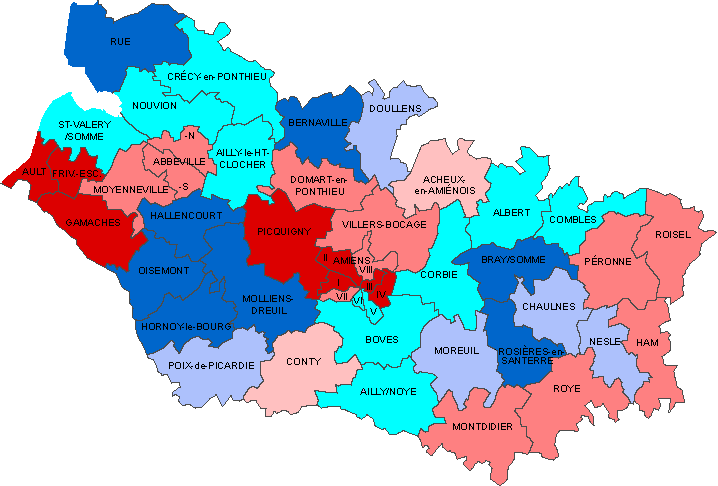
Conseil général après les élections

| Parti                              | Parti                            | Sigle | Sigle  | Élus | Élus | Groupe                  |
| ---------------------------------- | -------------------------------- | ----- | ------ | ---- | ---- | ----------------------- |
| Majorité (25 sièges)               |                                  |       |        |      |      |                         |
| Union pour la démocratie française | Force démocrate                  |       | UDF-FD | 9    | 11   | Majorité départementale |
| Union pour la démocratie française | Démocratie libérale              |       | UDF-DL | 2    | 11   | Majorité départementale |
| Rassemblement pour la République   | Rassemblement pour la République |       | RPR    | 8    | 8    | Majorité départementale |
| Divers droite                      | Divers droite                    |       | DVD    | 5    | 5    | Majorité départementale |
| Divers gauche                      | Divers gauche                    |       | DVG    | 1    | 1    | Majorité départementale |
| Opposition (21 sièges)             |                                  |       |        |      |      |                         |
| Parti socialiste                   | Parti socialiste                 |       | PS     | 12   | 12   | Socialiste et apparenté |
| Divers gauche                      | Divers gauche                    |       | DVG    | 1    | 1    | Socialiste et apparenté |
| Parti communiste français          | Parti communiste français        |       | PCF    | 8    | 8    | Communiste              |
| Président du conseil général       |                                  |       |        |      |      |                         |
| Fernand Demilly (UDF-FD)           |                                  |       |        |      |      |                         |

### Exécutif
| Titulaire | Titulaire           | Fonction           | Compétences              |
| --------- | ------------------- | ------------------ | ------------------------ |
|           | Fernand Demilly     | Président          |                          |
|           | Régis Lécuyer       | 1er Vice-président | Infrastructures          |
|           | Philippe Beauvisage | 2e Vice-président  | Développement économique |
|           | Pierre Dingremont   | 3e Vice-président  | Environnement            |
|           | Thérèse Hart        | 4e Vice-présidente | Urbanisme, logement      |